# Karl von Borcke
August Franz Heinrich Ludwig Karl von Borcke (* 26. Juli 1800 in Bahn; † 30. August 1870 in Naumburg) war ein preußischer Generalmajor.

## Leben

### Herkunft
Karl war Angehöriger des pommerschen Adelsgeschlechts Borcke. Seine Eltern waren der Major im Dragoner-Regiment Nr. 5 und Erbherr  auf Roggow, Ludwig Friedrich von Borcke (1767–1827) und dessen Ehefrau Luise Henriette, geborene Freiin von Steinaecker (1774–1860). Die Generale Franz von Borcke (1802–1886), Ludwig von Borcke (1804–1888) und Wilhelm von Borcke (1807–1867) waren seine Brüder.

### Werdegang
Borcke begann eine Offizierslaufbahn in der Preußischen Armee 1813 als Kadett in Berlin, avancierte 1817 zum Unteroffizier und 1818 Sekondeleutnant im 27. Infanterieregiment. Von 1821 bis 1822 war er zum topographischen Büro in Erfurt und von 1823 bis 1824 zum topographischen Büro in Berlin sowie von 1824 bis 1827 zur Allgemeinen Kriegsschule kommandiert. Er stieg 1831 zum Premierleutnant auf und wurde von 1831 bis 1832 nach Halberstadt zu den Ersatz-Truppenteilen seines im Rheinland befindlichen Regiments kommandiert. In den Jahren 1833 bis 1838 bekleidete er die Stellung des Regimentsadjutanten und wurde von 1838 bis 1839 zum 4. kombinierten Reservebataillon kommandiert. 1839 erhielt er seine Beförderung zum Kapitän und Kompaniechef. Borcke wechselte 1842 zum 25. Infanterieregiment mit Patent aus 1838. Er avancierte 1847 zum Major und Kommandeur des 1. Bataillons im 32. Landwehrregiment und war 1852 Bataillonskommandeur im 32. Infanterieregiment. 1853 stieg er zum Oberstleutnant auf und wurde 1855 Kommandeur des 16. Infanterieregiments. Nach seinem Aufstieg zum Oberst 1855 wurde er 1856 mit Pension zur Disposition gestellt und hat 1857 seinen Abschied mit der Regimentsuniform und Pension erhalten. Den Charakter als Generalmajor hat er 1858 und den Roten Adler-Orden III. mit Schleife 1861 erhalten.

### Familie
Borcke vermählte sich 1833 mit Therese Freiin von Steinaecker (1813–1882), einer Tochter des Landrates Franz Bruno von Steinaecker (1786–1862). Aus der Ehe sind drei Töchter hervorgegangen.
- Anna (* 1834) ⚭ 1861 Johann Georg Rudolf von Loeper (* 16. Februar 1837), preußischer Major[3]
- Helene (1838–1884) ⚭ 1858 Hermann von Wichmann (1820–1886), preußischer General der Kavallerie
- Luise (1850–1882) ⚭ 1876 Alfred von Hellfeld († 1924), preußischer Hauptmann[4]